# La Saison de la chasse
Pour plus de détails, voir Fiche technique et Distribution.
La Saison de la chasse (titre original en turc: Av Mevsimi) est un film turc du réalisateur Yavuz Turgul sorti en 2010.

## Synopsis
L'action se déroule en Turquie. Ferman (Şener Şen), surnommé « Chasseur », et İdris (Cem Yılmaz), surnommé « le Fou » sont deux commissaires expérimentés de la police criminelle. Ils sont épaulés par la jeune recrue Hasan (Okan Yalabık), jeune diplômé d'anthropologie. 
Ils se voient confier l'enquête sur le meurtre d'une jeune fille. L'enquête les amène à un réseau de trafiquants dirigé par l'un des hommes les plus riches de Turquie, Battal Çolakzade (Çetin Tekindor).

## Distribution
- Şener Şen - Ferman, surnommé « Chasseur »
- Cem Yılmaz - İdris, surnommé « le Fou »
- Çetin Tekindor - Battal Çolakzade
- Melisa Sözen - Asiye
- Okan Yalabık - Çömez Hasan
- Rıza Kocaoğlu - Asit Ömer
- Nergis Çorakçı - Hatun
- Mustafa Avkıran - Müslüm
- Mahir İpek - Murat Öneş
- Şefika Ümit Tolun - Hilal
- Emine Şans Umar - Cevriye
- Sedat Sivri - İlhan Gökpınar
- Gamze Süner Atay - Müzeyyen
- Bartu Küçükçağlayan - Kamuran

## Sortie
Le film est sorti en Turquie le 3 décembre 2010 dans un total de 652 salles. Il est 5e plus gros succès de l'année 2010 au box-office turc, avec 16 935 492 TL de revenus et 1 800 243 spectateurs.